# Cascade-Chipita Park
Cascade-Chipita Park is een plaats (census-designated place) in de Amerikaanse staat Colorado, en valt bestuurlijk gezien onder El Paso County.

## Demografie
Bij de volkstelling in 2000 werd het aantal inwoners vastgesteld op 1709.

## Geografie
Volgens het United States Census Bureau beslaat de plaats een oppervlakte van
34,9 km², geheel bestaande uit land.

## Plaatsen in de nabije omgeving
De onderstaande figuur toont nabijgelegen plaatsen in een straal van 24 km rond Cascade-Chipita Park.